# 로열 브루나이 항공
로열 브루나이 항공(영어: Royal Brunei Airlines, 자위: ﻓﻧﺭﺑﺎڠن ﺩﻴﺮﺍﺝ ﺑﺮﻮﻧﻲ)은 브루나이에 본사를 두고 있는 항공사로 허브 공항은 브루나이 국제공항이 있다.

## 역사
1974년 11월 설립했으며 초기에 보잉 737 항공기 두 대로 시작하였다. 1975년 5월 브루나이 국제공항에서 싱가포르 국제선 노선을 첫 운항을 시작하였다. 이후 홍콩, 말레이시아 국제선 노선도 운항하였다. 1976년 마닐라 노선과 방콕 노선 운항을 시작하였다. 브루나이가 영국에서 독립한 1984년 1월 이후 인도네시아 국제선 운항을 시작하였다. 1980년대 중반 보잉 757-200를 도입한 이후 타이베이, 두바이 국제선 운항도 시작하였다. 1990년 프랑크푸르트를 운항 하면서 최초로 유럽 국제선 노선이 시작되었다. 1990년대 중반에 오스트레일리아와 일본 국제선 운항을 시작하면서 항공사 규모는 더욱 확대되었다. 2002년 경영자로 영입된 피터 포스터는 2013년까지 항공기 보유 대수를 24대로 늘리는 등의 항공사의 재도약 계획을 세웠다. 2010년 중화인민공화국 상하이 국제선 노선 운항을 늘렸고 2016년에는 대한민국 인천국제공항에 신규취항, 국제선 노선 운항을 늘렸다.

## 운항 노선
- 2017년 10월 기준으로 로열 브루나이 항공은 다음과 같은 노선을 운항하고 있다.

### 코드쉐어 협정
- 로열 브루나이 항공은 다음과 같은 항공사와 코드쉐어 협정을 체결하고 있다.[1]

- 가루다 인도네시아 항공 (스카이팀)
- 대한항공 (스카이팀)[2]
- 말레이시아 항공 (원월드)[3]
- 미얀마 국제항공
- 영국항공 (원월드)
- 중국동방항공 (스카이팀)
- 중화항공 (스카이팀)
- 타이 항공 (스타 얼라이언스)
- 터키항공 (스타 얼라이언스)
- 홍콩 항공

## 보유 기종
- 2020년 7월 기준으로 로열 브루나이 항공은 다음과 같은 기종을 보유하고 있으며 평균 기령은 12년이다.[4][5][6]